# Giulio Carcano
Giulio Carcano, född 7 augusti 1812 i Milano, död 29 april 1884, var en italiensk författare.
Carcano skrev redan som 22-åring en versnovell, sådrog honom misstankar från regeringen i kungariket Lombardiet-Venedig. Som delaktig i upproret 1848 landsförvisades han. Återkommen 1859 blev han ämbetsman och senator. Carcano utgav lyriska dikter av romantiskt-religiös karaktär, noveller, romaner, historiska tragedier och arbetade under 40 år på en översättning av Shakespeares dramer till italienska.